# Zheng Xiaoying
Zheng Xiaoying (chinois : 郑小瑛 ; pinyin : zhèng xiǎoyīng), née le 28 septembre 1929, est la première femme cheffe d'orchestre en Chine. Zheng Xiaoying était la cheffe d'orchestre de l'Opéra national de Chine, et elle a formé et dirigé l'Orchestre philharmonique de Xiamen. Elle a également été doyenne au Conservatoire central de musique de Pékin (CCOM).

## Biographie
Zheng Xiaoying est née en 1929 dans le xian de Yongding, province du Fujian. Zheng est d'origine hakka et bénéficiait du fait que sa famille valorisait l'éducation. Elle a étudié pour la première fois à l'Université des femmes Jingling de Nanjing en 1947.
Zheng Xiaoying a pris part à la révolution communiste chinoise, où son travail consistait à former une grande troupe de chant et de danse et à diriger des opéras chinois. Elle travaillait dans la province du Henan.
Plus tard, Zheng Xiaoying a étudié au CCOM en 1952. Son premier professeur de direction d'orchestre fut Nicolai Tumascheve, qui enseigna la direction de chœurs. En 1955, elle a été envoyée à un cours spécial dispensé par des chefs d'orchestre soviétiques où elle était la seule femme de la classe. Elle a enseigné au CCOM entre 1956 et 1960. Zheng a ensuite étudié la direction d'opéra au Conservatoire de Moscou entre 1960 et 1963. En 1962, elle est la première cheffe d'orchestre chinoise à diriger un opéra dans un décor étranger lorsqu'elle dirige la Tosca au Théâtre national de Moscou. Après Moscou, elle est retournée au CCOM et a enseigné jusqu'à ce que la Révolution culturelle interrompe son travail. Pendant la révolution, « il n'y avait pas de musique classique en Chine ».
Zheng Xiaoying est devenue la cheffe d'orchestre principale du CNOH à Pékin en 1977. Elle a été impliquée dans les « performances influentes » du Dieu des fleurs, La Traviata, Carmen, Le Nozze di Figaro et Madame Butterfly. Dans les années 1980, elle a aidé le chef d'orchestre français, Jean Perrison, à faire la première traduction chinoise de Carmen lors de sa visite à Pékin.
En 1993, elle a fondé le premier orchestre symphonique de femmes en Chine, l'Orchestre philharmonique Ai Yue Nu, qui s'est produit dans le monde entier. Le groupe joue de la musique occidentale et chinoise. Zheng et l'orchestre de femmes ont joué à la quatrième Conférence mondiale sur les femmes.
Quand Zheng Xiaoying a pris sa retraite de l'Opéra National de Chine en 1997, elle a déménagé à Xiamen. En 1998, elle a fondé le Xiamen Philharmonic Orchestra (XPO), un ensemble musical non étatique. Le XPO a connu une croissance constante sous sa direction, atteignant une notoriété internationale.
Zheng Xiaoying était porteuse de la flamme olympique à Xiamen pour les Jeux Olympiques de 2008,. En 2011, elle a reçu le prix Golden Melody de l'Association des musiciens chinois. Zheng Xiaoying a reçu le titre de figure culturelle chinoise 2012 pour sa contribution à l'éducation musicale et à la direction d'orchestre. Elle a pris sa retraite du XPO en 2013. En 2014, elle a été honorée par le CNOH avec le titre « Chef d'orchestre honoraire à vie ».
Zheng Xiaoying est une éducatrice qui cherche à aider le public à comprendre et à apprécier l'orchestre. Elle enseigne également au public l'étiquette des concerts.
Elle est la mère de Zheng Su, l'un des rares ethnomusicologues chinois à enseigner en Amérique.